# Daniel Rodic
Daniel Rodic (* 17. Januar 1991 in Mainz, Rheinland-Pfalz) ist ein deutscher Schauspieler.

## Leben
Daniel Rodic wurde im Januar 1991 in Mainz im Bundesland Rheinland-Pfalz geboren. Er wuchs mit seinem älteren Bruder in Mainz auf und hat serbische Wurzeln. Später zog die Familie ins Oberbergische Land, da die Eltern dort ein Hotel eröffneten. Einige Jahre später zogen sie nach Köln. Dort jobbte Rodic in der Crêperie seiner Eltern in der Kölner Südstadt. Von August 2008 bis Januar 2012 machte er seine Ausbildung zum Schauspieler am Deutschen Zentrum für Schauspiel und Film in Hürth bei Köln.

## Karriere
Sein Schauspieldebüt gab Rodic 2010 in Alarm für Cobra 11 – Die Autobahnpolizei und Notruf Hafenkante. 2012 erhielt er eine Nebenrolle als Anton in der RTL-II-Reality-Soap MEK 8. 2013 war er in dem Fernsehfilm Sommer in Rom zu sehen. Von Ende 2013 bis 2018 hatte er eine Nebenrolle als Cem in der RTL-Fernsehserie Der Lehrer. Episodenrollen übernahm er auch in den ZDF-Fernsehserien Herzensbrecher – Vater von vier Söhnen (2013), SOKO Stuttgart (2014) und Heldt (2015).
Seine erste Hauptrolle hatte Rodic als draufgängerischer Marco Petrassi in der Krimireihe Alles Verbrecher an der Seite von Ulrike Krumbiegel. Er war in den Folgen Eiskalte Liebe (ausgestrahlt im April 2014) und Leiche im Keller (ausgestrahlt im Februar 2015) zu sehen.
2016 spielte Rodic den Flüchtling Drilon in der ARD-Fernsehserie Lindenstraße. 2018 war er in einer Hauptrolle in der Fernsehserie In aller Freundschaft – Die Krankenschwestern zu sehen.

## Filmografie
- 2010: Alarm für Cobra 11 – Die Autobahnpolizei (Fernsehserie, Folge Turbo & Tacho)
- 2010: Notruf Hafenkante (Fernsehserie, Folge Risiken und Nebenwirkungen)
- 2011: Online Secrets
- 2012: MEK 8 (Fernsehserie, 2 Folgen)
- 2013: Verbrechen nach Ferdinand von Schirach (Fernsehserie, Folge Der Igel)
- 2013: Sommer in Rom (Fernsehfilm)
- 2013: Herzensbrecher – Vater von vier Söhnen (Fernsehserie, Folge Love-Storys)
- 2013–2021: Der Lehrer (Fernsehserie, 7 Folgen)
- 2014–2023: SOKO Stuttgart (Fernsehserie, 3 Folgen)
- 2014: Alles Verbrecher – Eiskalte Liebe (Fernsehfilm)
- 2015: Alles Verbrecher – Leiche im Keller (Fernsehfilm)
- 2015: Heldt (Fernsehserie, Folge Wehrlos)
- 2015–2017: SOKO Leipzig (Fernsehserie, verschiedene Rollen, 2 Folgen)
- 2016: Was kostet die Liebe? – Ein Großstadtmärchen (Fernsehfilm)
- 2016: Lindenstraße (Fernsehserie, 2 Folgen)
- 2017: Call The Boys – 4 Männer für gewisse Stunden (Pilotfolge)
- 2017: Bad Cop – kriminell gut (Fernsehserie, 10 Folgen)
- 2018: So viel Zeit
- 2018: In aller Freundschaft – Die Krankenschwestern (Fernsehserie)
- 2019: Die Drei von der Müllabfuhr – Dörte muss weg
- 2019: Die Drei von der Müllabfuhr – Baby an Bord
- 2019: Alarm für Cobra 11 – Die Autobahnpolizei (Fernsehserie, Folge Auf Bewährung)
- 2019: Donna Leon – Stille Wasser
- 2020: Ein Sommer auf Mykonos
- 2022: Sommer auf drei Rädern
- 2023: Zimmer mit Stall – Kuhhandel
- 2025: In aller Freundschaft – Die jungen Ärzte (Fernsehserie, Folge Wagnis)